# گواپوره (ریو گراند دو سول)
گواپوره (به پرتغالی: Guaporé) یک منطقهٔ مسکونی در برزیل است که در ریو گرانده جنوبی واقع شده‌است. گواپوره ۲۹۷٫۶۶۱ کیلومتر مربع مساحت و ۲۵٬۹۶۸ نفر جمعیت دارد و ۴۷۸ متر بالاتر از سطح دریا واقع شده‌است.